# Gian Maria Gabbiani
Gian Maria Gabbiani (Castelfranco Veneto, 5 novembre 1978) è un pilota automobilistico e personaggio televisivo italiano che ha gareggiato anche in Offshore.

## La carriera
Figlio dell'ex pilota di Formula 1 Beppe Gabbiani, inizia la gavetta a 4 ruote con il kart per poi prendere parte a diversi campionati automobilistici addestrativi fin dalla giovane età, partecipando ai campionati italiani di Formula Campus (1996-1997), Formula Palmer Audi (2000), Formula 3 Italiana (2003) e nella Formula 3000 (2006).
Nel 2003 debutta nella NASCAR americana nel circuito Caraway Speedway, ed è uno dei primi piloti italiani a disputare una gara della federazione americana.
Nel 2004, passato definitivamente alle vetture a ruote coperte, vincitore assoluto nel debutto nel Campionato Italiano GT nel circuito di Enna-Pergusa con Viper GTS del team DR, sempre nello stesso anno nella Le Mans Series conquista il podio di classe GT1 al volante di una Saleen S7-R nel Graham Nash Motorsport e con lo stesso team è presente alla 24 ore di SPA-Francochamps del Campionato FIA GT insieme a Zlobin, Ruberti, Geoffrey.
Nel 2005 vince al debutto nel circuito del Mugello nell'Endurance Touring Car Series e partecipa alla 24 ore del Nurburgring con BMW 330D del Team Giudici con Pirri, Romanini e Giudici.
Durante il 2006 torna a correre con le ruote scoperte nel F3000 International Masters e fa un'apparizione nel circuito di Vallelunga con F3000 Euro Series campionato promosso da Enzo Coloni. A fine stagione svolge il Rookie Test Indy Lights sullo Homestead-Miami Speedway col team Dave McMillan Racing.
Tra il 2007 e 2008 si alterna tra International GT Open  ( Ferrari F430 Gt2 e Lamborghini Gallardo GT3 ) e FIA GT3 con Ascari KZ1R.
Nel 2009 disputa il Campionato Italiano Turismo Endurance chiudendo al secondo posto della Classe 2.0 24H Special al volante di una Honda Civic by JAS, nonostante un week end di gara in meno.
L'anno successivo lotta ancora per il titolo assoluto, vedendosene privare dalla rottura del motore al Mugello Circuit dopo aver dominato la classifica fino a quel momento. Sempre 2010 esordisce nel mondo della Motonautica disputando il Campionato Italiano Offshore 3000. Successivamente, conquisterà due titoli mondiali nel Mondiale Powerboat Endurance Gr. B, nel 2011 e nel 2012. 
Nel 2012 debutta nel Mondiale Offshore Class-1, correndo prima nel team DAC Racing e poi al team FA.RO. ACCIAI risultando il miglior rookie del campionato (8º assoluto).
Nel 2013 è terzo nel Mondiale Powerboat Racing P-1 in Olanda con il team AL&AL Racing Team. Contemporaneamente chiude sesto assoluto nel Mondiale Class-1 di Offshore e partecipa al Campionato Superstars Series con Jaguar XF-R.
Durante il 2014 si divide tra i campionati Acceleration ( FA1, Pick-up V6, Legends ) e Nascar Whelen Euro Series. Nel 2015 conquista il successo assoluto nella Venezia-Monte Carlo, competizione di motonautica d'altura più lunga e impegnativa al mondo, insieme agli australiani Brett Luhrmann e Darren Nicholson con uno scafo Powermarine motorizzato Mercury Marine.
Nel 2015 partecipa al Gran Premio di Dubai del campionato UIM XCAT World Series. Nella stagione successiva, partecipa al campionato NASCAR Whelen Euro Series su Ford Mustang, mentre nel 2017 partecipa alla prima prova del Blancpain GT Series su Mercedes-AMG GT3 del team HTP Motorsport. A fine stagione conquista la vittoria nel 2° Special Rally Circuit by Vedovati Corse di Monza, ripetendosi poi al Monza Rally Show in classe R4 su Mitsubishi Lancer Evolution X. 
Il 2018 è dedicato interamente ai Rally nel Trofeo Michelin Rally Show Cup con due vittorie di classe al Motors Rally Show Pavia sul Castelletto Circuit e al Franciacorta Rally Show. Nel 2019 e nel 2020 prende parte al campionato TCR DSG Endurance su una Volkswagen Golf GTI TCR. Dopo la vittoria al debutto nella sua prima ed unica apparizione del 2021, nel 2022 si cimenta nel RallyCross e conquista il titolo di Campione Italiano.

## Curiosità
Nel 2013, nelle vesti di Diabolik, partecipa al Campionato Superstars Series alla guida di una Jaguar XF-R per il team Adria Racing System.
Nel 2017 ha partecipato alla prima edizione del Milano Rally Show insieme allo speaker radiofonico di RDS Paolo Piva, promuovendo un'iniziativa benefica in collaborazione con CharityStars, e correndo con una Peugeot 208 R5 allestita da Taxi milanese. Il ricavato è stato devoluto alla Fondazione ANT Italia ONLUS.
Dal 2017 partecipa come "Educallenatore" e speaker motivazionale al progetto contro la disoccupazione giovanile Allenarsi per il Futuro ideato da Bosch Italia. 

## Altro
Parallelamente alle partecipazioni sportive, Gabbiani ha avviato una carriera televisiva di successo, prima come commentatore, test-driver e presentatore per Nuvolari TV, poi come curatore di programmi a tema per diverse reti televisive tra cui Deejay TV per il programma "Drive Camp - Adesso Guida Meglio", MTV Italia per il programma "Navigator" ed è volto fisso nei canali monotematici Automoto TV e Dinamica Channel, RAI 2 come Tutor di guida sicura nel programma "Detto Fatto", condotto da Caterina Balivo. Nell'ottobre 2015 arriva il debutto su LA7 con il tutorial game “Chi guida meglio?” condotto insieme a Federica Torti.
Per il cinema collabora alla realizzazione del film "Asfalto Rosso" del regista Ettore Pasculli, oltre a recitare la parte di se stesso.
Da anni è impegnato nell'organizzazione di eventi legati alla guida sicura ed è anche consulente per il settore Automotive. Nel 2018 lancia il suo progetto di guida sicura, la scuola Safe Driving by Bosch Tec.